# (558) Carmen
(558) Carmen est un astéroïde de la ceinture principale.

## Description
(558) Carmen est un astéroïde de la ceinture principale découvert le 9 février 1905, à l'observatoire du Königstuhl près de Heidelberg, par l'astronome allemand Max Wolf (Heidelberg 21 juin 1863 - 3 octobre 1932), qui découvrit près de 250 petits corps. 
Cet astéroïde tire son nom du personnage éponyme de l'opéra Carmen du compositeur français Georges Bizet (1838-1875), basé sur une nouvelle de l'écrivain français Prosper Mérimée (1803-1870).